# Niveas diskografi
Detta är en heltäckande lista över officiella skivsläpp av den amerikanska R&B-sångerskan Nivea. Sedan sin debut år 2001 har hon gett ut 3 studioalbum, 10 musiksinglar samt en mixtape. Sångerskan har tidigare varit signerad under skivbolagen Jive, Zomba Label Group samt Formula Records. Nivea har för närvarande inget skivbolagskontrakt.
Sångerskans självbetitlade debutalbum gavs ut den 10 december i USA. Skivan klättrade till topp-hundra på USA:s albumlista Billboard 200. Från albumet släpptes fem musiksinglar varav den tredje, "Don't Mess With My Man" blev en smash-hit som klättrade till en 8:e plats på Billboard Hot 100. Följande år nominerades albumets första singel, "Don't Mess With the Radio", till en Grammy Award. År 2005 släpptes Niveas andra album, Complicated. Dess ledande singel, "Okay", klättrade till en fjortonde plats på USA:s R&B-lista Hot R&B/Hip-Hop Songs. En andra singel, "Parking Lot", hann skickas till radio innan Nivea födde sitt första barn. Jive Records ställde följaktligen in all planerad marknadsföring för projektet, en bidragande orsak till att Nivea lämnade skivbolaget samma år.
Följande år släpptes "Watch It", den ledande singeln från sångerskans tredje studioalbum Animalistic. Låten underpresterade dessvärre kraftigt och blev en kommersiell flopp. Av den anledningen förblev sångerskans tredje album delvis outgivet med undantag för Japan där den hade en begränsad release. År 2010 meddelade Nivea att utgivningen av hennes fjärde studioalbum, Purple Heart, flyttats fram till någon gång under 2011.
Hittills i sin karriär har Nivea haft tre topp-trettio hits på USA:s R&B-lista, "Don't Mess with My Man" (2002), "Laundromat" (2002) och "Okay" (2005). Sångerskan har även haft listäntrande singlar i Storbritannien, Nya Zeeland och Australien.

## Album

### Studioalbum
| År   | Titel                                                                                         | Listpositioner | Listpositioner | Listpositioner | Försäljning (Nordamerika) |  |
| År   | Titel                                                                                         | USA            | USA (R&B)      | FRA            | Försäljning (Nordamerika) |  |
| ---- | --------------------------------------------------------------------------------------------- | -------------- | -------------- | -------------- | ------------------------- |  |
| 2001 | Nivea - 1:a studioalbumet - Släppt: 25 september, 2001 - Format: LP, CD                       | 80             | 25             | 65             | 325 000                   |  |
| 2005 | Complicated - 2:a studioalbumet - Släppt: 3 maj, 2005 - Format: CD                            | 37             | 9              | —              | 100 000                   |  |
| 2006 | Animalistic - 3:e studioalbumet - Släppt: 15 november, 2006 - Format: CD, Digital nedladdning | —              | —              | —              |                           |  |

### Mixtape
| År   | Titel                                                                                              | Listpositioner | Listpositioner | Listpositioner | Försäljning (Nordamerika) |
| År   | Titel                                                                                              | USA            | USA (R&B)      | FRA            | Försäljning (Nordamerika) |
| ---- | -------------------------------------------------------------------------------------------------- | -------------- | -------------- | -------------- | ------------------------- |
| 1994 | Nivea Undercover - 1:a mixtape-albumet - Släppt: (Okänt datum), 2011 - Format: Digital nedladdning | —              | —              | —              |                           |

## Singlar
| År   | Titel                          | Album        | Listpositioner | Listpositioner | Listpositioner | Listpositioner | Listpositioner | Listpositioner | Listpositioner | Listpositioner | Listpositioner | Listpositioner |
| År   | Titel                          | Album        | USA            | USA (R&B)      | UK             | AUS            | NZ             | SCH            | FRA            | NED            | BEL            | SVE            |
| ---- | ------------------------------ | ------------ | -------------- | -------------- | -------------- | -------------- | -------------- | -------------- | -------------- | -------------- | -------------- | -------------- |
| 2001 | "Don't Mess with the Radio"    | Nivea        | 90             | 85             | 48             | 14             | —              | —              | —              | 83             | —              | 60             |
| 2001 | "Run Away (I Wanna Be with U)" | Nivea        | —              | —              | 48             | 47             | —              | —              | —              | —              | —              | —              |
| 2002 | "Don't Mess with My Man"       | Nivea        | 8              | 25             | 41             | 28             | 10             | 90             | 8              | —              | 11             | —              |
| 2002 | "Laundromat"                   | Nivea        | 58             | 20             | 33             | —              | —              | —              | —              | —              | —              | —              |
| 2005 | "Okay"                         | Complicated  | 40             | 14             | —              | —              | 28             | —              | —              | —              | —              | —              |
| 2006 | "Watch It"                     | Animalistic  | —              | —              | —              | —              | —              | —              | —              | —              | —              | —              |
|      |                                |              | USA            | USA (R&B)      | UK             | AUS            | NZ             | SCH            | FRA            | NED            | BEL            | SVE            |
|      |                                | Listettor    | —              | —              | —              | —              | —              | —              | —              | —              | —              | —              |
|      |                                | Topp 10 hits | 1              | —              | —              | —              | 1              | —              | 1              | —              | —              | —              |

### Marknadsföringssinglar
| År   | Titel                   | Album            | Listpositioner | Listpositioner | Listpositioner | Listpositioner | Listpositioner | Listpositioner | Listpositioner | Listpositioner | Listpositioner | Listpositioner |
| År   | Titel                   | Album            | USA            | USA (R&B)      | UK             | AUS            | NZ             | SCH            | FRA            | NED            | BEL            | SVE            |
| ---- | ----------------------- | ---------------- | -------------- | -------------- | -------------- | -------------- | -------------- | -------------- | -------------- | -------------- | -------------- | -------------- |
| 2002 | "One to Eight"          | Nivea            | —              | —              | —              | —              | —              | —              | —              | —              | —              | —              |
| 2002 | "Ya Ya Ya"              | Nivea            | —              | —              | —              | —              | —              | —              | —              | —              | —              | —              |
| 2003 | "25 Reasons"            | Nivea            | —              | 104            | —              | —              | —              | —              | —              | —              | —              | —              |
| 2004 | "You Like It Like That" | Släppt enskild   | —              | 86             | —              | —              | —              | —              | —              | —              | —              | —              |
| 2005 | "Parking Lot"           | Complicated      | —              | 103            | —              | —              | —              | —              | —              | —              | —              | —              |
| 2010 | "Love Hurts"            | Nivea Undercover | —              | —              | —              | —              | —              | —              | —              | —              | —              | —              |
| 2010 | "Stronger than Pride"   | Nivea Undercover | —              | —              | —              | —              | —              | —              | —              | —              | —              | —              |